# Praseodym(III)-bromid
Praseodym(III)-bromid (PrBr3) ist ein Salz des Seltenerd-Metalls Praseodym mit Bromwasserstoff. Es bildet grüne hexagonale Kristalle, die hygroskopisch sind. Die Verbindung besitzt eine Kristallstruktur vom Uran(III)-chlorid-Typ.